# Toyota Challenger
Il Toyota Challenger, noto come Dunlop World Challenge per ragioni di sponsorizzazione, è stato un torneo professionistico di tennis giocato sul sintetico indoor, che faceva parte dell'ATP Challenger Tour e dell'ITF Women's Circuit. Si è giocato annualmente dal 2008 al 2017 alla Sky Hall Toyota di Toyota, in Giappone.

## Albo d'oro

### Singolare maschile
| Anno | Campione           | Finalista             | Punteggio      |
| ---- | ------------------ | --------------------- | -------------- |
| 2017 | Matthew Ebden      | Calvin Hemery         | 7–6(3), 6–3    |
| 2016 | James Duckworth    | Tatsuma Itō           | 7–5, 4–6, 6–1  |
| 2015 | Yoshihito Nishioka | Alexander Kudryavtsev | 6–3, 6–4       |
| 2014 | Gō Soeda (2)       | Tatsuma Itō           | 6–4, 7–5       |
| 2013 | Matthew Ebden      | Yūichi Sugita         | 6–3, 6–2       |
| 2012 | Michał Przysiężny  | Hiroki Moriya         | 6–2, 6–3       |
| 2011 | Tatsuma Itō (2)    | Sebastian Rieschick   | 6–4, 6–2       |
| 2010 | Tatsuma Itō (1)    | Yūichi Sugita         | 6–4, 6–2       |
| 2009 | Uladzimir Ihnacik  | Tatsuma Itō           | 7–6(7), 7–6(3) |
| 2008 | Gō Soeda (1)       | Lee Hyung-taik        | 6–2, 7–6(7)    |

### Doppio maschile
| Anno | Campioni                              | Finalisti                                 | Punteggio        |
| ---- | ------------------------------------- | ----------------------------------------- | ---------------- |
| 2017 | Max Purcell Andrew Whittington        | Ruben Gonzales Christopher Rungkat        | 6–3, 2–6, [10–8] |
| 2016 | Matt Reid (2) John-Patrick Smith      | Jeevan Nedunchezhiyan Christopher Rungkat | 6–3, 6–4         |
| 2015 | Brydan Klein Matt Reid (1)            | Riccardo Ghedin Yi Chu-huan               | 6–2, 7–6(3)      |
| 2014 | Toshihide Matsui Yasutaka Uchiyama    | Bumpei Sato Yang Tsung-hua                | 7–6(6), 6–2      |
| 2013 | Chase Buchanan Blaž Rola              | Marcus Daniell Artem Sitak                | 4–6, 6–3, [10–4] |
| 2012 | Philipp Oswald Mate Pavić             | Andrea Arnaboldi Matteo Viola             | 6–3, 3–6, [10–2] |
| 2011 | Hiroki Kondo Yi Chu-huan              | Gao Peng Gao Wan                          | 6–4, 6–1         |
| 2010 | Treat Conrad Huey Purav Raja          | Tasuku Iwami Hiroki Kondo                 | 6–1, 6–2         |
| 2009 | Andis Juška Aleksandr Kudrjavcev      | Aleksej Kedrjuk Junn Mitsuhashi           | 6–4, 7–6(6)      |
| 2008 | Frederik Nielsen Aisam-ul-Haq Qureshi | Ti Chen Grzegorz Panfil                   | 7–5, 6–3         |

### Singolare femminile
| Anno | Campionessa         | Finalista         | Punteggio     |
| ---- | ------------------- | ----------------- | ------------- |
| 2017 | Mihaela Buzărnescu  | Tamara Zidanšek   | 6–0, 6–1      |
| 2016 | Aryna Sabalenka     | Lizette Cabrera   | 6–2, 6–4      |
| 2015 | Jana Fett           | Luksika Kumkhum   | 6–4, 4–6, 6–4 |
| 2014 | An-Sophie Mestach   | Shūko Aoyama      | 6–1, 6–1      |
| 2013 | Luksika Kumkhum     | Hiroko Kuwata     | 3–6, 6–1, 6–3 |
| 2012 | Stefanie Vögele     | Kimiko Date-Krumm | 7–6(3), 6–4   |
| 2011 | Tamarine Tanasugarn | Kimiko Date-Krumm | 6–2, 7–5      |

### Doppio femminile
| Anno | Campionesse                         | Finaliste                                 | Punteggio           |
| ---- | ----------------------------------- | ----------------------------------------- | ------------------- |
| 2017 | Ksenia Lykina (2) Junri Namigata    | Nicha Lertpitaksinchai Peangtarn Plipuech | 3–6, 6–3, [10–4]    |
| 2016 | Ksenia Lykina (1) Akiko Ōmae (2)    | Rika Fujiwara Ayaka Okuno                 | 6(4)–7, 6–2, [10–5] |
| 2015 | Akiko Ōmae (1) Peangtarn Plipuech   | Luksika Kumkhum Yuuki Tanaka              | 3–6, 6–0, [11–9]    |
| 2014 | Eri Hozumi Makoto Ninomiya (2)      | Shūko Aoyama Junri Namigata               | 6–3, 7–5            |
| 2013 | Shūko Aoyama Misaki Doi             | Eri Hozumi Makoto Ninomiya                | 7–6(1), 2–6, [11–9] |
| 2012 | Ashleigh Barty Casey Dellacqua      | Miki Miyamura Varatchaya Wongteanchai     | 6–1, 6–2            |
| 2011 | Makoto Ninomiya (1) Riko Sawayanagi | Caroline Garcia Michaëlla Krajicek        | walkover            |